# Александровка (Заокский район)
Александровка — деревня в Заокском районе Тульской области России.
В рамках административно-территориального устройства является центром Александровского сельского округа Заокского района, в рамках организации местного самоуправления входит в Демидовское сельское поселение.

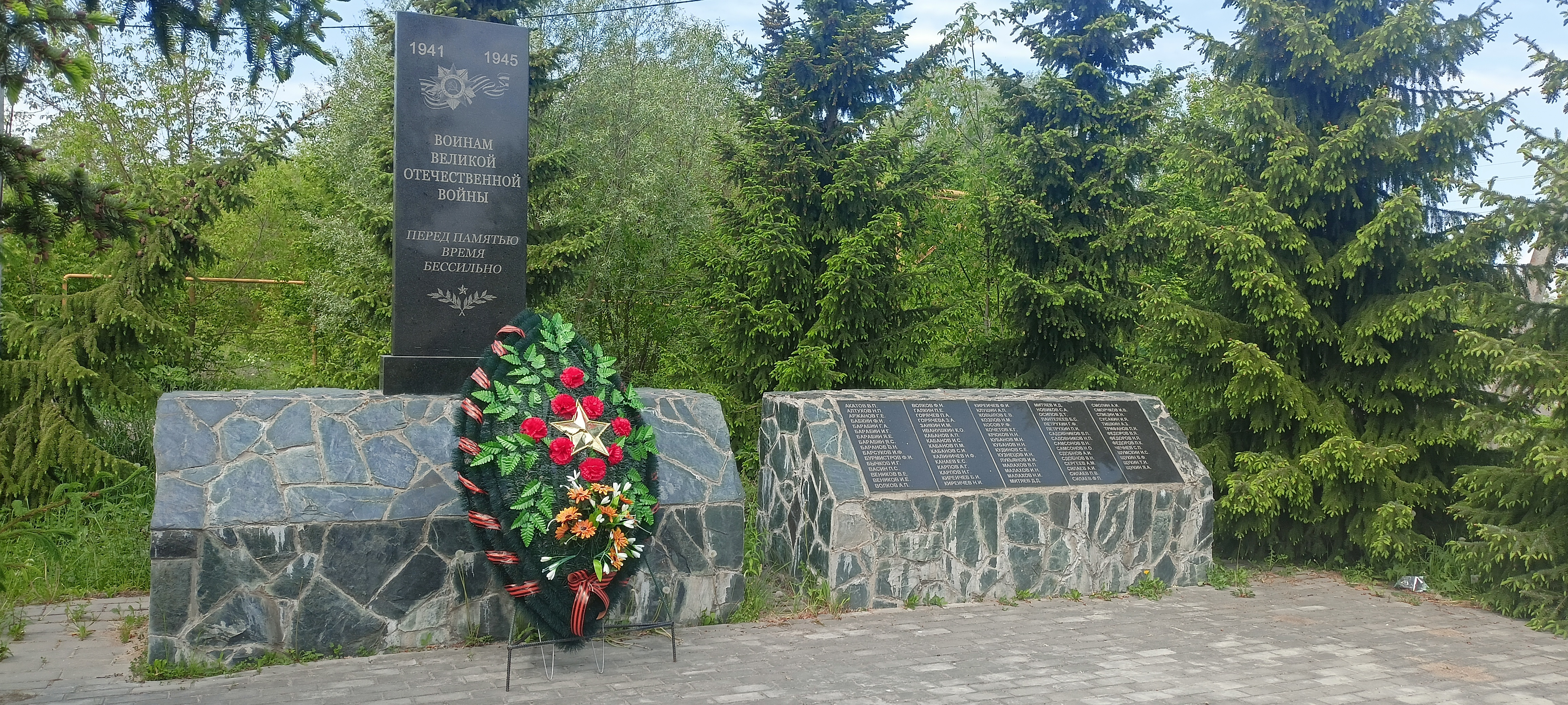
Мемориал в честь павших в Великой отечественной войне

## География
Расположена в 7 км к юго-востоку от райцентра — посёлка городского типа Заокский.

## Население
| 2002 | 2010 |
| ---- | ---- |
| 383  | ↗413 |